# Olios neocaledonicus
Olios neocaledonicus là một loài nhện trong họ Sparassidae.
Loài này thuộc chi Olios. Olios neocaledonicus được Lucien Berland miêu tả năm 1924.